# François Fénelon
François de Salignac de la Mothe-Fénelon, cunoscut și ca François Fénelon, (n. 6 august 1651 - d. 7 ianuarie 1715) a fost un teolog și scriitor francez. Precursor al iluminismului, a fost un spirit liberal, adept al toleranței religioase și monarhiei luminate.

## Opera
- 1687: Tratat despre educația fetelor („Traité de l'éducation des filles”), lucrare teoretică cu caracter pedagogic;
- 1699: Aventurile lui Telemah („Les aventures de Télémaques”), roman mitologic, care relatează peripețiile fiului lui Ulise, însoțit de educatorul Mentor, în căutarea tatălui, scriere prin care autorul își prezintă programul său educativ;
- 1711: Tabelele de la Chaulnes („Les tables de Chaulnes”);
- 1714: Scrisoare către Academie („Lettre à l'Académie”), arta poetică.